# Torcy (Senna e Marna)
Torcy è un comune francese di 22 404 abitanti situato nel dipartimento di Senna e Marna nella regione dell'Île-de-France. Fa parte della città nuova di Marne-la-Vallée.

## Aree naturali
Nel comune è posta una parte del parco Île de loisirs de Vaires-Torcy.

## Società

### Evoluzione demografica
Abitanti censiti

## Amministrazione

### Gemellaggi
- Lingenfeld
- Girvan
- Conselve